# Margaret Crittendon Douglass
Margaret Crittendon Douglass (nacida en 1822; se desconoce el año de la muerte) fue una mujer blanca sureña que fue encarcelada por un mes en 1854 por enseñar a leer a niños negros libres en Norfolk, Virginia. Habiéndose negado a contratar a un abogado defensor, se defendió a sí misma en los tribunales y luego publicó un libro sobre sus experiencias.  El caso llamó la atención del público sobre las leyes altamente restrictivas con respecto a la alfabetización de la población negra en el sur de Estados Unidos antes de la Guerra Civil.

## Biografía
Douglass nació en 1822 en Washington D. C., pero en su niñez se mudó a Charleston, Carolina del Sur, donde se casó. A los catorce años, dio a luz a una hija, Hannah Rosa. También dio a luz a un hijo, que murió. No se sabe nada de su marido. En 1845, se trasladó con su hija a Norfolk, Virginia, donde se instaló en un apartamento modesto y administró su propio negocio como costurera y fabricante de chalecos. Eligió no participar en actividades sociales con sus vecinos blancos de las viviendas cercanas, que consideró que "no eran de la clase más refinada", señalando en sus memorias que esto la hizo impopular en el vecindario. Describió su vida como "frugal y retraída", y que era "necesario para mí trabajar sin cesar".

## La escuela
En 1853 hizo una visita de negocios a la peluquería de un hombre negro libre llamado Robinson. Era un hombre de influencia en la comunidad de más de 1500 personas de color libres que vivían en Norfolk en ese momento. Sus dos hijos pequeños estaban ocupados estudiando una cartilla de lectura, por lo que Douglass le preguntó a Robinson si no había una escuela en la ciudad donde los niños negros pudieran aprender a leer. Robinson dijo que solo había la escuela dominical en Christ Church donde, dijo, "no aprenderían mucho". Douglass regresó a casa y le preguntó a su hija adolescente, Hannah Rosa, si estaría dispuesta a ser tutora de los niños. Hannah Rosa dijo que lo haría, y los niños comenzaron a recibir lecciones de lectura gratuitas en la casa de los Douglass, usando los libros que recibían en la iglesia. Eventualmente, Robinson llevó a sus hijos a la barbería donde necesitaba su ayuda y envió a sus dos hijas en su lugar. En sus memorias, Douglass afirma que las niñas eran inteligentes, atentas, progresaban rápidamente y eran "una fuente de placer para nosotros".
Un mes después, Margaret y Hannah Rosa decidieron abrir una pequeña escuela en su casa para niños negros libres y cobrar tres dólares por estudiante y trimestre. Robinson corrió la voz a la comunidad negra libre y la escuela se vio colmada de solicitudes. Durante 11 meses, enseñaron a 25 niños, a quienes Douglass describió como "bien educados" y "ansiosos de que les enseñen". Cuando una de sus alumnas se enfermó, Douglass hizo visitas regulares a su casa y organizó y participó en el funeral de la niña. Esto, según Douglass, no fue aprobado por otros blancos de la comunidad.

## Arresto
En la mañana del 9 de mayo de 1853, mientras Hannah Rosa y los niños estaban reunidos en clase, dos policías se apostaron en las puertas delantera y trasera de su casa. Informaron a Margaret y Hannah Rosa que enseñar a los niños negros libres era ilegal según la ley de Virginia, luego llevaron a pie a las dos mujeres y los veinticinco niños aterrorizados a la oficina del alcalde. Esta ley de 1849, como otras similares en todo el sur, había sido el resultado del pánico de los blancos sureños que siguió a la rebelión de Nat Turner en 1831. Según esta ley, se definía como una "reunión ilegal" que los negros se congregaran para aprender a leer y escribir, cuya violación era castigada con latigazos. Fuera de ello, cualquier persona blanca que los instruyera, podía ser castigada con una multa de hasta 100 dólares y seis meses de cárcel.
“Tienes una familia muy grande”, comentó el alcalde Stubbs cuando ella y los 25 niños llegaron a su oficina. Luego le preguntó si estaba al tanto de la ley. Douglass respondió que no sabía que enseñar a los niños negros libres fuera ilegal, pero que si era ilegal que ella enseñara a los niños, también debería ser ilegal que la iglesia lo hiciera, ya que ella estaba usando los mismos libros. El alcalde descartó el asunto y envió a todos a casa, luego de asegurarle a Douglass que no les pasaría nada a los niños negros ni a sus familias.
Fuera de la sala del tribunal, Douglass fue recibida por un grupo de adultos negros libres, padres de los niños y sus amigos, esperando escuchar la decisión y ofreciéndose a pagar cualquier multa o fianza. Reunió a los niños en la escuela, les devolvió sus libros y pizarras y se despidió. "Fue una despedida triste", escribió en sus memorias.
Douglass se quedó sola después de que su hija Hannah Rosa se fuera a Nueva York el 29 de junio, aunque recibió frecuentemente flores de sus antiguos alumnos que pasaban a verla.
De la gran cantidad de apoyo que recibió de la comunidad negra. Douglass escribe: "En mi opinión, aquellos que llaman desagradecidos a los negros del sur son solo aquellos que nunca han hecho nada para provocar esa emoción.... ¿Puedo preguntar qué gratitud deben a aquellos que los menosprecian? ¿Qué gratitud le debe ese niño a su propio padre, quien fríamente lo vendería como esclavo?” 

## Proceso
Si bien pensó que el caso había quedado atrás, el 13 de julio recibió documentos legales para una acusación del gran jurado contra ella y su hija, que decía: "Cada uno de ellos se reunió ilegalmente con diversos negros, con el propósito de instruirlos a leer y escribir, y los instruyó en leer y escribir, en contra de la ley de la Asamblea General, de forma tal hecha y provista, y en contra de la paz y la dignidad de la mancomunidad de Virginia".
Teniendo poco dinero y "poco afecto por los abogados", Douglass decidió defenderse por cuenta propia. No le mencionó el próximo juicio a su hija, que estaría en Nueva York hasta el 1 de septiembre, y a quien le indicó que se quedara allí hasta nuevo aviso. El 11 de noviembre, entró sola en la atestada sala del tribunal, con un vestido de terciopelo negro, guantes blancos de cabritilla y un sombrero de paja sencillo. "Todos los presentes parecían estar confundidos, excepto yo", señaló.
Llamó como testigos a tres miembros varones de la Christ Church, dos de los cuales eran abogados, uno de los cuales había firmado la citación en su contra. La emoción en la sala del tribunal cuando llegaron estos tres testigos fue "muy intensa", señaló. En sus memorias, afirma que estos hombres, a quienes describió como parte de la "aristocracia" de Norfolk, eran profesores en la escuela dominical de la iglesia o tenían esposas e hijas que lo eran, y les habían dado a los niños negros libres de la comunidad los mismos libros que ella estaba usando para enseñarles a leer. Los testigos negaron por completo haber enseñado, o dijeron que solo habían brindado instrucción moral y religiosa.
En su apelación final ante el jurado, Douglass se describió a sí misma como una mujer sureña, ex dueña de esclavos. Dijo que no estaba en contra de la esclavitud y que se oponía firmemente a la interferencia abolicionista del norte, aunque creía que sus "principios se basan en un fundamento religioso". Ella creía, dijo, en "el deber de todo sureño, moral y religiosamente, de instruir a sus esclavos, para que puedan conocer sus deberes para con sus amos y su Dios común". Los amos deben cumplir primero con su deber para con ellos, porque siguen siendo nuestros esclavos y sirvientes, ya sean esclavos o libres, y no pueden ser otra cosa en nuestra comunidad. También cuestionó la indiferencia de la población blanca hacia la situación de la población negra libre y esclavizada, donde reinaba la miseria, el hambre y duras leyes que los controlarban, señalando que era ilegal que más de dos o tres de ellos se reunieran en un solo lugar, sea por las causas que fueren.
"Cuando están enfermos o necesitados, ¿a quién corresponde el deber de buscarlos y atender sus necesidades? ¿Cae sobre ustedes, señores? Ah no, no se espera que los caballeros se tomen la molestia de buscar una choza negra con el fin de aliviar la miseria que puedan encontrar dentro de ella. ¿Por qué, pues, perseguir a vuestras benévolas damas por hacer lo que vosotros mismos habéis descuidado durante tanto tiempo? ¿Trataremos a nuestros esclavos con menos compasión que al ganado en el campo?"
También le dijo al jurado que aunque no tenían nada que temer de los negros de "sangre verdadera", sentía que aquellos que tenían "sangre blanca en las venas" eran "presuntuosos, traicioneros y vengativos". "Pregunte cómo esa sangre blanca se metió debajo de esas pieles tostadas", sugirió, "y deje que la naturaleza misma explique la exhibición de estos instintos. Culpen a los autores de este diabólico extravío, pero no a las víctimas".
Concluyendo, dijo que estaba dispuesta a ir a prisión si tenía que hacerlo, pero que la ley negra contra la alfabetización, dijo, era "una de las leyes más inhumanas e injustas que jamás hayan deshonrado el código de una comunidad civilizada".
Cuando terminó de exponer su caso, el juez preguntó si alguien quería hablar a su favor. Nadie se adelantó.
Douglass abogó con éxito para que se retiraran los cargos contra Hannah Rosa, ya que aún era menor de edad. Al final del juicio, el jurado deliberó durante dos días, la declaró culpable y la multó con un dólar. Luego se fue a Nueva York para recoger a su hija.

## Sentencia y cárcel
El 10 de enero de 1854, fue llamada nuevamente ante el juez Baker para una nueva sentencia.
El juez señaló que algunas personas en Norfolk se oponían a la ley y la reprendió por "la indiscreta libertad con la que habló de la raza de color en general". Dijo también que consideraba tales opiniones como manifiestamente maliciosas. A los funcionarios de la Iglesia, dijo, se les permitía instruir a los niños porque la instrucción religiosa es necesaria para los negros. La alfabetización negra, sin embargo, era peligrosa. Describió la ley como una "cuestión de autodefensa contra los agitadores antiesclavistas del norte que obstruyen el correo con panfletos antiesclavistas que se distribuirán entre los negros del sur para inducirlos a degollarnos", y que "esparcen pañuelos de bolsillo con grabados antiesclavistas para trabajar sobre los sentimientos y la ignorancia de nuestros negros, que de otro modo permanecerían cómodos y felices". También la amonestó por hablar directa y honestamente en su propia defensa en lugar de contratar a un abogado, lo que habría permitido que su caso se presentara bajo una "luz mucho más favorable". Su "oposición audaz y abierta", dijo, "es un asunto que no debe tomarse a la ligera" y "se requiere algo más sustancial en este caso".
"Por estas razones", continuó, "como ejemplo para todos los demás en casos similares, dispuestos a ofender, y en reivindicación de la política y justicia de nuestras leyes, que todo individuo debe ser enseñado a respetar, la sentencia de la corte es, además de la multa y los costos correspondientes, que sea confinada por el término de un mes en la cárcel de esta ciudad".
Douglass cumplió su sentencia. Al no tener otro lugar donde quedarse cuando la liberaron, el carcelero y su esposa la alojaron durante dos días antes de que se mudara con su hija a Filadelfia.

## Cobertura mediática
El caso recibió una cobertura mediática sustancial en ese momento, tanto a favor como en contra de Douglass y la ley contra la alfabetización. Bajo el título "Su propia abogada", un editor del Petersburg Daily Express escribió sobre cómo la sala del tribunal estaba "llena de personas ansiosas por presenciar el espectáculo novedoso" de una mujer que se defiende y comparó su capacidad retórica con la de feministas de renombre como Lucy Stone. A pesar de su rechazo al abolicionismo, los abolicionistas la aclamaron como una heroína. William Lloyd Garrison, en su periódico abolicionista, The Liberator, señaló que una mujer cuáquera en Norfolk había pronunciado un sermón en nombre de Douglass mientras Douglass estaba en la cárcel y declaró: "Las mujeres son un gran problema para nuestros vecinos de Norfolk". Dijo también: "Si quieren la paz, tendrán que expulsar a todas las mujeres cristianas... de la ciudad".
El editor del periódico de Virginia The Argus escribió que aunque la comunidad de Norfolk se mostró reacia a encarcelar a una mujer blanca, "surgió una justa indignación hacia una persona que desprecia nuestras leyes y desafía el encarcelamiento por "la causa de la humanidad [...] Que se vaya de aquí con un solo deseo, que su presencia nunca más se entrometa entre nosotros. Que busque a sus asociados en el Norte, y se mézcle con ellos, pero pongamos freno a las perversas opiniones que brotaron de sus labios en noviembre pasado, sentimientos indignos de una residente del estado, y en rebelión directa contra nuestra constitución”
En la publicación religiosa Covenanter: Devoted to the Principles of the Reformed Presbyterian Church (Volumen 9, 1853), David Smith instó a la Asamblea General Presbiteriana a interceder ante el gobierno de los Estados Unidos para "asegurar a todos sus ciudadanos el derecho de enseñar a los seres humanos a leer el idioma de su país." Señaló también, que el gobierno de los Estados Unidos había intercedido cuando mujeres presbiterianas habían sido encarceladas en países católicos extranjeros por repartir biblias, pero no intervendría en el caso de Douglas. El caso, dijo Smith, ha "expuesto al país al desprecio y repudio de todos los países civilizados del mundo".

## Memoria y legado
En 1854, Douglass publicó sus memorias de lo sucedido: Leyes educativas de Virginia: la narrativa personal de la Sra. Margaret Douglass, una mujer sureña, que fue encarcelada durante un mes en la cárcel común de Norfolk, según las leyes de Virginia, por el delito de enseñar a leer a los niños de color libres. En él, describe el juicio, así como los eventos que llevaron a él, e incluye el discurso que pronunció en defensa propia. Como lo hizo en la sala del tribunal, critica las leyes de asamblea y alfabetización de los negros, así como la indiferencia de los blancos ante su situación, pero se identifica a sí misma como una partidaria sureña de la esclavitud y una supremacista blanca: "Yo misma he sido dueña de esclavos y, si las circunstancias lo hicieran necesario o factible, podría volver a serlo".
Señalando que muchos de los niños negros y mestizos a los que enseñaba eran hijos de los mismos hombres blancos que apoyaron el enjuiciamiento en su contra, atribuye parte de la culpa de la condición de los negros a los hombres blancos del sur que abusan sexualmente de los mujeres negras esclavizadas. Esto, creía ella, es la raíz de la ley contra la alfabetización. "Qué importante entonces para estos sultanes del sur que los objetos de sus pasiones criminales se mantengan en la más absoluta ignorancia y degradación", escribe. Habla de la frustración silenciosa de las mujeres blancas que saben de las "amantes morenas" de sus maridos y de la impotencia de las mujeres negras, que tienen "padres, hermanos, hermanas, quizás un amante, todos los cuales sufren a través de ella y con ella, y en cuyos corazones brotan raíces de amargura que están destinadas a convertirse en árboles cuyas ramas tarde o temprano cubrirán toda la tierra". Termina sus memorias llamando a sus "hermanas sureñas" blancas a remediar esta situación:
"Conozco a mis hermanas sureñas lo suficientemente bien como para creer que ya no descansarán dócilmente bajo la influencia de esta maldición condenatoria. Les he hablado claramente del mal. El remedio está en sus manos".
Poco se sabe sobre la vida de Margaret Douglass después de su juicio.
En junio de 1865, los miembros de la comunidad negra libre de Norfolk, Virginia, solicitaron al gobierno federal que aboliera las restrictivas leyes de alfabetización y reunión que aún estaban vigentes. La ley fue abolida en 1867.
Los documentos y publicaciones sobre el juicio de Douglass y sus memorias han ayudado a arrojar luz sobre la era en la que vivió, tanto para los estudiosos de la historia estadounidense, de las relaciones raciales, de la historia de la mujer, de la religión y el derecho. Un estudioso del derecho escribió que con el caso de Margaret Douglass: "La era moderna del derecho angloamericano había llegado temprano y el actor principal había sido, apropiadamente, una mujer. Su discurso ante el jurado había empleado, apropiadamente, la metáfora femenina de la familia, en la que todos los niños merecían igualdad de trato. Era una metáfora, y una idea, que llegaría a dominar el discurso legal de Estados Unidos".